# Турвания
Турвания (порт. Turvânia)  —  муниципалитет в Бразилии, входит в штат Гояс. Составная часть мезорегиона Центр штата Гойас. Входит в экономико-статистический  микрорегион Аникунс. Население составляет 4948 человек на 2006 год. Занимает площадь 472,346 км². Плотность населения — 10,5 чел./км².

## Статистика
- Валовой внутренний продукт на 2003 год составляет 26 259 857,00 реалов (данные: Бразильский институт географии и статистики).
- Валовой внутренний продукт на душу населения на 2003 год составляет 5216,50 реалов (данные: Бразильский институт географии и статистики).
- Индекс развития человеческого потенциала на 2000 год составляет 0,736 (данные: Программа развития ООН).